# 籾山幸徳
籾山 幸徳（もみやま ゆきのり、1985年4月10日 - ）は、大阪府八尾市出身の元プロ野球選手（内野手）。右投右打。プロでは育成選手であった。

## 経歴

### プロ入り前
小学3年の時に少年硬式野球（ボーイズリーグ）の八尾フレンドで野球を始める。
天理高の3年夏に主将として甲子園に出場し3回戦まで進出。
立命館大学では1年春からベンチ入り。2年秋で遊撃手のレギュラーを獲得すると、3年で二塁手、4年で三塁手も経験。中軸を任され、4年秋には打率3割をキープし、ベストナインに選ばれた。リーグ通算69試合に出場、226打数59安打、打率.261、5本塁打、36打点。
2007年のプロ野球ドラフト会議において読売ジャイアンツから育成1位で指名され入団。

### プロ入り後
2008年は、春季キャンプ中に左鎖骨下静脈血栓症で入院したが、イースタン・リーグ開幕戦には間に合い、遊撃の守備固めとして途中出場した。3月29日には2軍初打席で初安打を放った。主に代打、守備固めとして2軍で打率.226、3本塁打、12打点を記録。一塁・三塁を中心に内野の全ポジションを守り、さらに左翼も19試合守った。
2010年は、主にフューチャーズやシリウスで試合に出場した。10月29日、自由契約選手公示がなされたが、11月10日に育成選手として再契約した。12月、立命館大学の同期だった東京在住の会社員の一般女性と入籍。
2011年11月1日に戦力外通告を受けた。
1年目は右肩の血行障害、2年目以降は毎年骨折と怪我が重なり、支配下登録は果たせなかった。

### 現役引退後
退団後はジャイアンツアカデミーコーチに就任し、1年半、子供への野球指導にあたる。フランチャイズ展開をするためにマネジャー転向を打診されたが、2014年7月にプルデンシャル生命保険にヘッドハンティングされ、入社。ライフプランナーに転身した。2021年現在は生命保険などを取り扱う「NoriSuke」の社長を務めている。
また中学硬式野球「高槻中央ボーイズ」の監督を務めており、2020年6月27日には古巣の巨人とOBスカウトとしての契約を締結。大阪エリアの有望選手の情報を巨人に提供する役割を担っている。

## 詳細情報

### 年度別打撃成績
- 一軍公式戦出場なし

### 背番号
- 102 （2008年 - 2010年）
- 001 （2011年）